# Oravais
Oravais (Oravainen en finnois) est une ancienne municipalité de l'ouest de la Finlande, sur la côte du Golfe de Botnie, dans la région d'Ostrobotnie. Oravainen a été intégré dans Vörå au début 2011.

## Histoire
La commune est connue pour un événement important de l'histoire de la Finlande. Pendant la Guerre de Finlande, les armées russes envahissent la Finlande. Les Suédois sont dans une position défensive. Au début de septembre 1808, la principale armée suédoise doit se retirer de Vaasa et fait route vers le nord, atteignant Oravais le 12 septembre. Les informations font alors état de deux armées russes à leur poursuite, l'une venant du nord et une autre la suivant, à deux jours de marche. Devant le risque d'encerclement, les Suédois envoient une brigade menée par Georg Carl von Döbeln vers le nord. Elle bat les Russes, dont la menace avait été surestimée, à la bataille de Jutas, près de Nykarleby le 13 septembre.
Cependant, le 14 septembre au matin, l'importante armée russe venue du sud rattrape l'armée principale suédoise et engage le combat non loin du village d'Oravais. La bataille dura quatorze heures, de loin la plus sanglante de la guerre de Finlande (740 morts suédois sur 5 000 combattants, 900 russes sur 7 000). Les Suédois finissent par battre en retraite, vaincus par la supériorité numérique de leur adversaire plus que par la tactique. Cette défaite, considérée comme le tournant de la guerre, conduira quelques mois plus tard au rattachement de la Finlande à la Russie.

## Géographie
La commune est petite et largement plane.
Traversée par la nationale 8 (Turku-Oulu), elle est bordée par les municipalités de Nykarleby au nord, Alahärmä à l'est, Vörå au sud et Maxmo à l'ouest.
Jakobstad est à 52 km au nord et Vaasa à 49 km au sud-ouest du centre administratif.